# Макаров, Анатолий Николаевич (актёр)
Анатолий Николаевич Макаров (2 августа 1941, Украинская ССР — 12 декабря 2016, Орёл) — советский и российский театральный актёр, режиссёр и педагог, заслуженный артист РСФСР (1988), народный артист России (2004).

## Биография
Его детство прошло во время Великой Отечественной войны в оккупированном немцами Днепропетровске.
В 1963 году окончил отделение актёрского мастерства Днепропетровского театрального училища (педагог — К. В. Треплева-Фесенко), а в 1990 году — Орловский филиал Московского государственного института культуры.
Во время службы в Советской армии работал в театре Краснознаменного Балтийского флота, а также в составе театра Группы советских войск в Германии, где снимался на киностудии «ДЕФА». Позже играл в Костромском драматическом театре имени А. Н. Островского.
В 1972 году вошёл в труппу Орловского драматического театра им.  И. С.  Тургенева, где стал ведущим артистом театра, играл с Верой Васильевой, Олегом Табаковым. За годы работы в Орловском театре сыграл около двухсот ролей.
Был режиссёром нескольких самодеятельных кружков (народных театров). С 1978 года руководил студенческим театром сатиры при Орловском государственном техническом университете (в 2016 году вошёл в Орловский государственный университет имени И. С. Тургенева). С 1992 года руководил театром «Бенефис» при областном центре культуры.
Доцент кафедры режиссуры Орловского государственного института искусств и культуры.
Работал на телевидении и радио, снимался в кинофильмах «Немые свидетели» (реж. Н. Адлеров) и «Тайна танка» (реж. К. Вендлер),
Похоронен на аллее славы Наугорского кладбища в Орле.

## Награды и премии
- Народный артист Российской Федерации (10.03.2004).
- Заслуженный артист РСФСР (20.05.1988).
- Лауреат Тургеневской премии (2002).
- Медаль «Ветеран труда» (1991).
- Знак «За отличную работу» Министерства культуры СССР (1991).
- Грамота «За заслуги в развитии театрального искусства республики» (1991).
- Почётная грамота СТД «За многолетнее служение театру и за большой вклад в развитие самодеятельного театрального иск-ва» (1997).

## Работы в театре
- «Дама-невидимка» — Луис
- «Левша» — царь Александр Первый
- «Я пришёл дать вам волю» В. М. Шукшина — царь Алексей Михайлович
- «Принцесса Турандот» — император Альтоум
- «Конец Хитрова рынка»
- «Провинциальные анекдоты»
- «Энергичные люди» В. М. Шукшина — Аристарх
- «Стакан воды» Э. Скриба — Болингброк
- «Без вины виноватые» А. Н. Островского — Дудукин
- «Наполеон Первый» Ф. Брукнера — Наполеон
- «Месяц в деревне» И. С. Тургенева — Ракитин
- «Карьера Артуро Уи» Б. Брехта — Уи
- «Поднятая целина» М. А. Шолохова, П. Демина — Щукарь
- «Не все коту масленица» — купец Ахов
- «Корсиканка»
- «Сон в летнюю ночь»
- «Семейный портрет с посторонним»